# Riespach
Riespach [ʁispax] est une commune française située dans la circonscription administrative du Haut-Rhin et, depuis le 1er janvier 2021, dans le territoire de la Collectivité européenne d'Alsace, en région Grand Est.
Cette commune se trouve dans la région historique et culturelle d'Alsace dans le territoire du Sundgau.

## Géographie
|          | Illtal   | Waldighofen    |
| Feldbach | Riespach | Roppentzwiller |
| Kœstlach |          | Vieux-Ferrette |

### Hydrographie
La commune est dans le bassin versant du Rhin au sein du bassin Rhin-Meuse. Elle est drainée par le Feldbach, le Geischbach, le Himbach et le Zwiegbach,,.
Le Feldbach, d'une longueur de 11 km, prend sa source dans la commune de Kœstlach et se jette  dans l'Ill à Hirsingue, après avoir traversé six communes. 

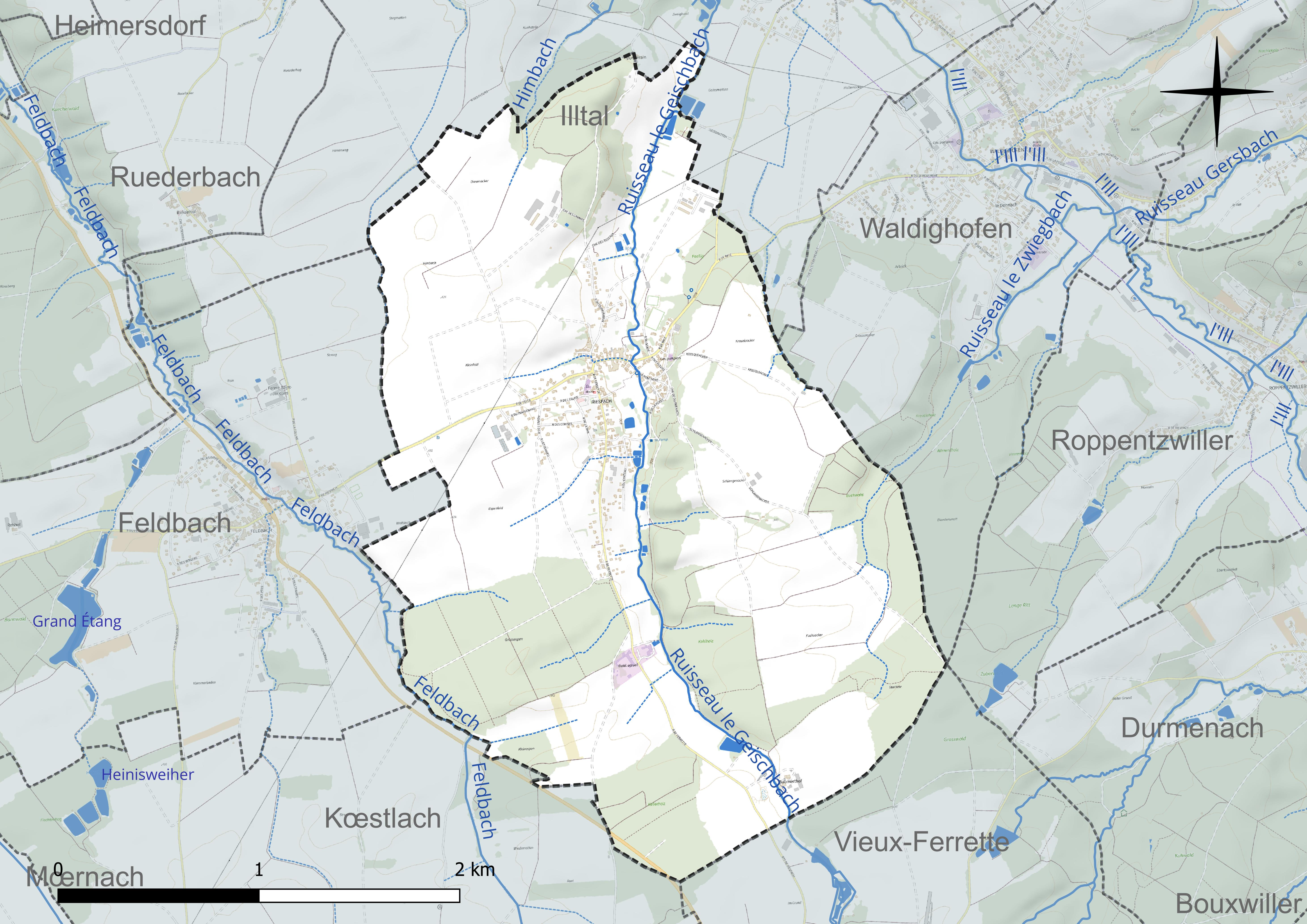
Réseau hydrographique de Riespach.

### Climat
Pour des articles plus généraux, voir Climat du Grand Est et Climat du Haut-Rhin.
En 2010, le climat de la commune est de type climat de montagne, selon une étude du Centre national de la recherche scientifique s'appuyant sur une série de données couvrant la période 1971-2000. En 2020, Météo-France publie une typologie des climats de la France métropolitaine dans laquelle la commune est dans une zone de transition entre le climat semi-continental et le climat de montagne et est dans la région climatique  Vosges, caractérisée par une pluviométrie très élevée (1 500 à 2 000 mm/an) en toutes saisons et un hiver rude (moins de 1 °C). 
Pour la période 1971-2000, la température annuelle moyenne est de 9,6 °C, avec une amplitude thermique annuelle de 17,5 °C. Le cumul annuel moyen de précipitations est de 912 mm, avec 9,9 jours de précipitations en janvier et 9,9 jours en juillet. Pour la période 1991-2020, la température moyenne annuelle observée sur la station météorologique de Météo-France la plus proche, « Carspach », sur la commune de Carspach à 10 km à vol d'oiseau, est de 11,0 °C et le cumul annuel moyen de précipitations est de 827,7 mm. 
La température maximale relevée sur cette station est de 38,1 °C, atteinte le 4 août 2022 ; la température minimale est de −17,7 °C, atteinte le 5 février 2012,,. 
Les paramètres climatiques de la commune ont été estimés pour le milieu du siècle (2041-2070) selon différents scénarios d'émission de gaz à effet de serre à partir des nouvelles projections climatiques de référence DRIAS-2020. Ils sont consultables sur un site dédié publié par Météo-France en novembre 2022.

## Urbanisme

### Typologie
Au 1er janvier 2024, Riespach est catégorisée commune rurale à habitat dispersé, selon la nouvelle grille communale de densité à sept niveaux définie par l'Insee en 2022.
Elle est située hors unité urbaine. Par ailleurs la commune fait partie de l'aire d'attraction de Bâle - Saint-Louis (partie française), dont elle est une commune de la couronne,. Cette aire, qui regroupe 94 communes, est catégorisée dans les aires de 200 000 à moins de 700 000 habitants,.

### Occupation des sols
L'occupation des sols de la commune, telle qu'elle ressort de la base de données européenne d’occupation biophysique des sols Corine Land Cover (CLC), est marquée par l'importance des territoires agricoles (62,5 % en 2018), une proportion sensiblement équivalente à celle de 1990 (62,8 %). La répartition détaillée en 2018 est la suivante : 
forêts (31,5 %), zones agricoles hétérogènes (28,7 %), terres arables (25,8 %), prairies (8,1 %), zones urbanisées (5,9 %). L'évolution de l’occupation des sols de la commune et de ses infrastructures peut être observée sur les différentes représentations cartographiques du territoire : la carte de Cassini (XVIIIe siècle), la carte d'état-major (1820-1866) et les cartes ou photos aériennes de l'IGN pour la période actuelle (1950 à aujourd'hui).

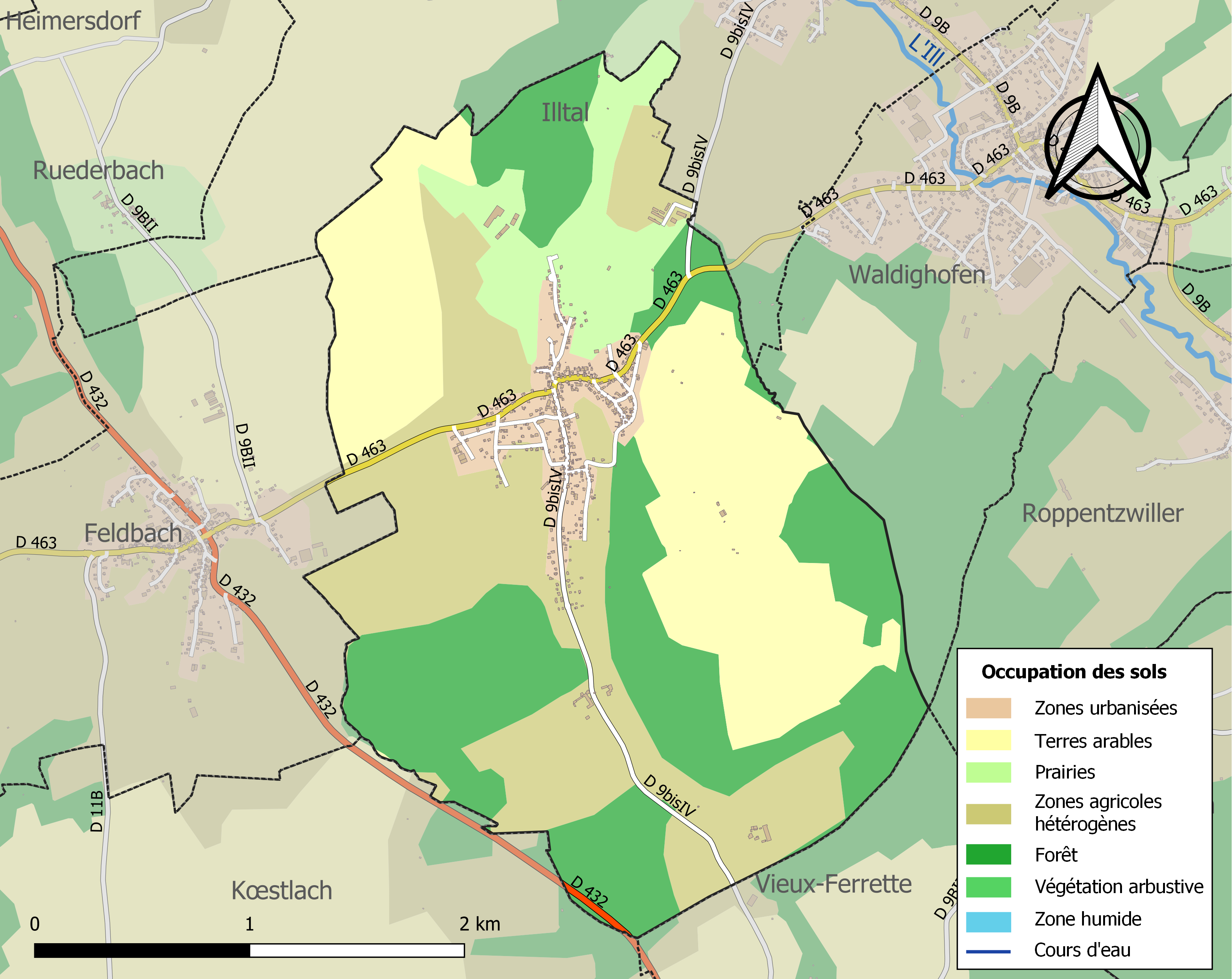
Carte des infrastructures et de l'occupation des sols de la commune en 2018 (CLC).

## Histoire
Le 10 février 1943, le village est le rendez-vous de 182 réfractaires à l’incorporation de force à la Wehrmacht. Ils sont principalement originaires des environs de Riespach, mais on trouve aussi des Mulhousiens, des Colmariens et des Sélestadiens et même des Allemands. Ce groupe, connu par la suite sous le nom de Espenkolonne du nom de la croix de l’Espen d’où ils partirent, ralliera la Suisse après sept heures de marche dans la neige. En représailles, trente familles du village seront par la suite déportées par les Allemands.

### Héraldique
| Blason de Riespach | Les armes de Riespach se blasonnent ainsi : « D’argent au cœur de gueules supportant une croix de même. » |

## Politique et administration
| Période                                  | Période   | Identité           | Étiquette | Qualité                    |
| ---------------------------------------- | --------- | ------------------ | --------- | -------------------------- |
| mars 2001                                | juin 2005 | Thierry Stehlin    |           | (dèces en cours de mandat) |
| juillet 2005                             | mai 2020  | Marie-Josée Muller |           |                            |
| mai 2020                                 | En cours  | Aurélio Tolosa     |           |                            |
| Les données manquantes sont à compléter. |           |                    |           |                            |

## Démographie
L'évolution du nombre d'habitants est connue à travers les recensements de la population effectués dans la commune depuis 1793. Pour les communes de moins de 10 000 habitants, une enquête de recensement portant sur toute la population est réalisée tous les cinq ans, les populations de référence des années intermédiaires étant quant à elles estimées par interpolation ou extrapolation. Pour la commune, le premier recensement exhaustif entrant dans le cadre du nouveau dispositif a été réalisé en 2007.

En 2022, la commune comptait 646 habitants, en évolution de −2,71 % par rapport à 2016 (Haut-Rhin : +0,66 %, France hors Mayotte : +2,11 %).
| 1793 | 1800 | 1806 | 1821 | 1831 | 1836 | 1841 | 1846 | 1851 |
| ---- | ---- | ---- | ---- | ---- | ---- | ---- | ---- | ---- |
| 449  | 398  | 454  | 442  | 515  | 543  | 580  | 591  | 628  |

| 1856 | 1861 | 1866 | 1871 | 1875 | 1880 | 1885 | 1890 | 1895 |
| ---- | ---- | ---- | ---- | ---- | ---- | ---- | ---- | ---- |
| 564  | 619  | 592  | 574  | 552  | 525  | 539  | 540  | 554  |

| 1900 | 1905 | 1910 | 1921 | 1926 | 1931 | 1936 | 1946 | 1954 |
| ---- | ---- | ---- | ---- | ---- | ---- | ---- | ---- | ---- |
| 542  | 519  | 530  | 518  | 528  | 574  | 538  | 501  | 667  |

| 1962 | 1968 | 1975 | 1982 | 1990 | 1999 | 2006 | 2007 | 2012 |
| ---- | ---- | ---- | ---- | ---- | ---- | ---- | ---- | ---- |
| 543  | 582  | 548  | 587  | 608  | 672  | 693  | 700  | 710  |

| 2017 | 2022 | - | - | - | - | - | - | - |
| ---- | ---- | - | - | - | - | - | - | - |
| 643  | 646  | - | - | - | - | - | - | - |

## Lieux et monuments

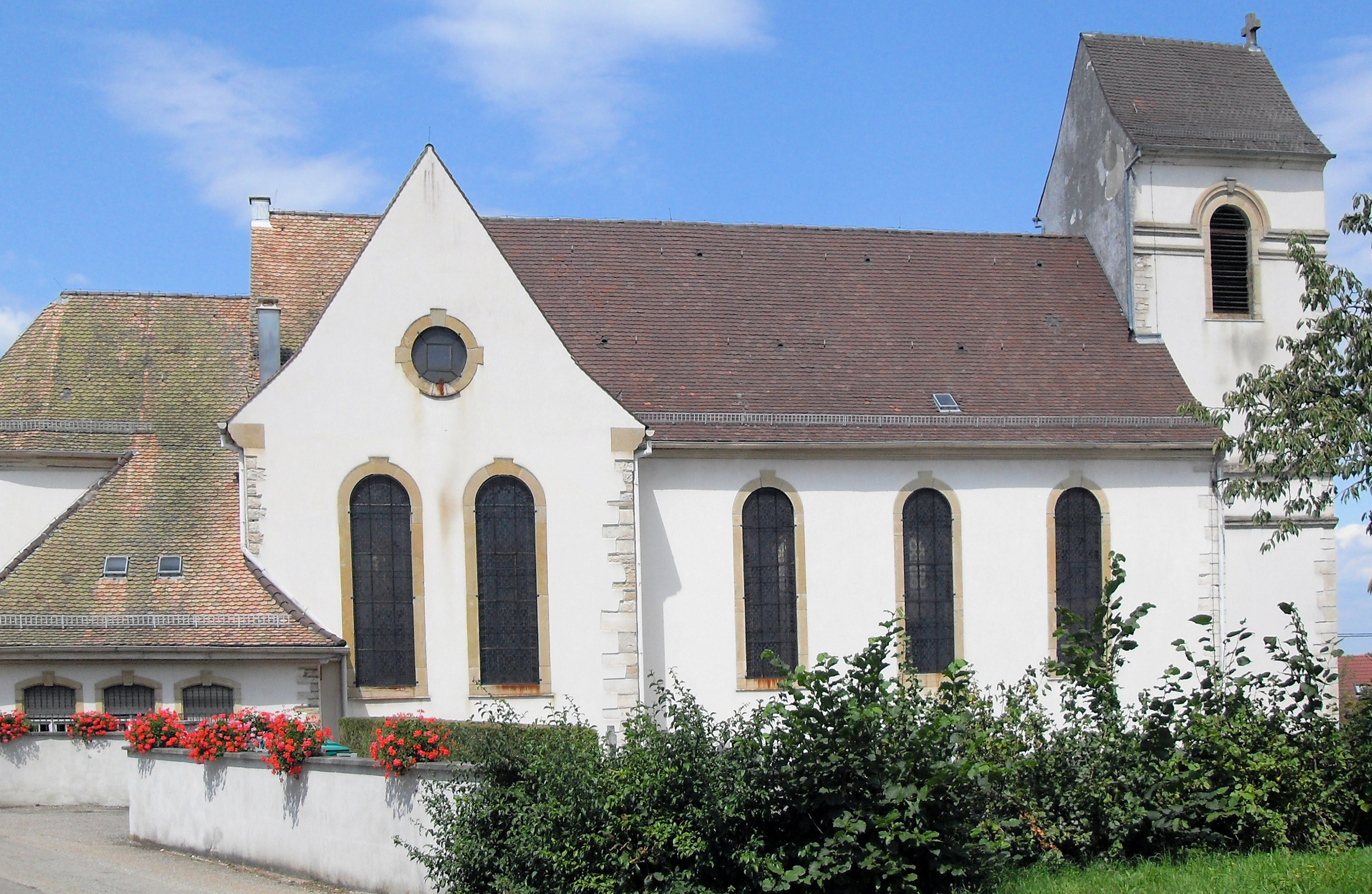
L’église Saint-Michel, côté sud.
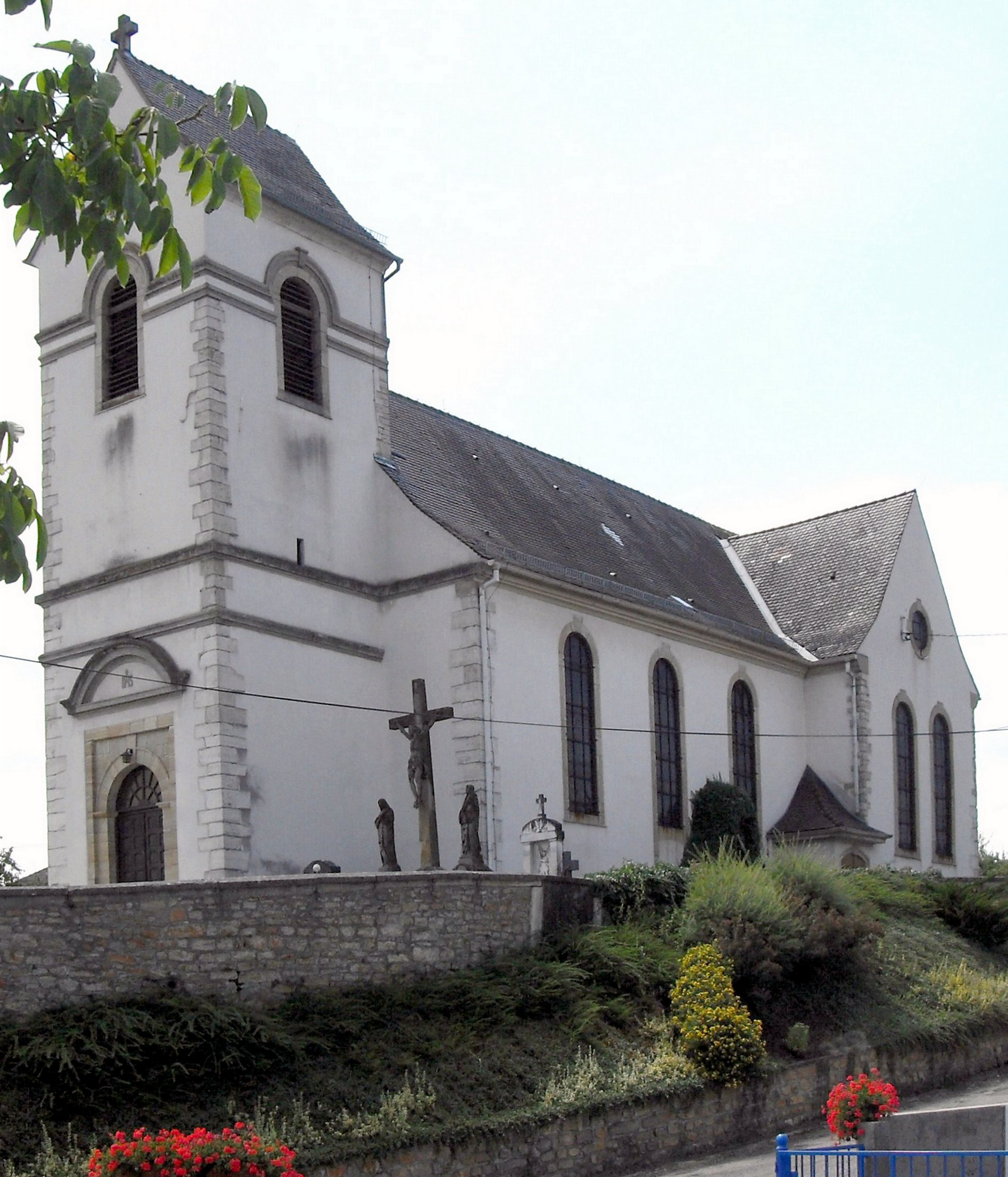
L’église Saint-Michel, côté nord-est.

## Vie associative
Une vie associative très vive. Allant de l’association Vermeil, en passant par l’association de pompiers volontaires et pour finir la plus importante, l’ASC Saint Michel. (Association sportive et culturel)
Cette dernière agit dans de nombreuses activités. À l’origine une association sportive (gymnastique et danse), elle occupe désormais trois saisons de théâtre dans l’année avec sa troupe permanente et une nuée satélitaire de jeunes du village et d’ailleurs, des cours de dialecte alsacien et de danse, et enfin, la musique avec ses cours d’instruments naturels (cor de chasse, trompette de cavalerie, clairon et autres). La fanfare qui en découle est l’une des meilleures fanfares amateurs de France, avec un total de sept prix d’honneur aux concours nationaux de l’UFF (Union des Fanfares de France).